# كيم وو بن
كيم وو بن (بالكورية: 김우빈) (من مواليد في 16 يوليو 1989) عارض أزياء وممثل من كوريا الجنوبية. بدأ حياته المهنية كعارض أزياء وظهر لأول مرة في التمثيل في الدراما التلفزيونية كريسماس أبيض. اكتسب الاهتمام بعد ذلك في كرامة الرجل النبيل (2012)، وحقق إنجازًا كبيرًا مع المدرسة 2013 والورثة (2013). قام كيم لاحقًا بدور البطولة في Friend: The Great Legacy (2013) ، The Con Artists (2014) و Twenty (2015). في عام 2016 ، تولى أول دور قيادي له على شاشة التلفزيون في فيلم Uncontrollably Fond. 

## المهنة
2012-2009: البدايات
أراد كيم متابعة مهنة عرض الأزياء منذ أن كان طالبًا في المدرسة الثانوية. ظهر لأول مرة كعارضة أزياء في عام 2009 عندما كان يبلغ من العمر 20 عامًا وبدأ في الظهور في مجموعات prêt-à-porter وأسبوع الموضة في سيول.
مع تقدم حياته المهنية في عرض الأزياء، بدأ في إنتاج الأفلام التجارية وبدأ في دراسة التمثيل، تحت إشراف مدرب التمثيل مون وون جو. وقع كيم في حب التمثيل قائل، «أثناء القيام بذلك، وجدت نفسي أشعر بنفس الإثارة والحماس اللذين شعرت بهما في المرة الأولى التي جئت فيها للسير على المدرج».
تحت اسم المسرح كيم وو بن، ظهر لأول مرة بالتمثيل في عام 2011 ، حيث قام ببطولة الدراما الغامضة White Christmas والمسلسل الهزلي المنخفض التصنيف Vampire Idol.
في عام 2012 ، كان له دور مساند في الدراما الكوميدية الرومانسية A Gentleman's Dignity ، التي كتبها كاتب السيناريو الشهير Kim Eun-sook. بعد ذلك، ظهر ضيف من حلقتين في دراما مقتبسة عن المانجا الشهيرة To the Beautiful You.
2013: زيادة الشعبية
جاء عام اندلاع كيم في عام 2013 مع اثنين من الأعمال الدرامية الناجحة وفيلم واحد.  من أواخر ديسمبر إلى أوائل 2013 ، لعب دور البطولة في الدراما المراهقة School 2013.
حصل على أول جائزة تمثيلية له عن هذا الدور في حفل توزيع جوائز نجم أبان الثاني تحت فئة أفضل ممثل جديد.
في نفس العام، مثّل في دراما المراهقين الورثة للكاتبة كيم إيون سوك ،  والتي أصبحت مشهورة محليًا وعالميًا حيث بلغت نسبة المشاهدة القصوى 28.6٪ ومليون زيارة على موقع البث الصيني iQiyi.  شهد كيم زيادة في شعبيته في الخارج. أدى هذا إلى زيادة عقود الإعلان وعروض التمثيل للممثل.
بعد ذلك ظهر كيم في أول دور سينمائي رئيسي له في فيلم Friend: The Great Legacy ، وهو تكملة رائعة لفيلم كواك كيونغ تايك في عام 2001. حصل على تقييمات إيجابية لتصويره كعضو عصابة شاب. في نفس العام أصبح مضيفًا لبرنامج إم! كاونت داون من 15 أغسطس 2013 إلى 13 فبراير 2014. 
2014 إلى الوقت الحاضر: النجاح في الفيلم و alien
بعد ارتفاع شعبيته في عام 2013 ، واصل كيم الظهور في مشاريع الشاشات الكبيرة. في يناير 2014 ، مثل في فيلم سرقة The Con Artists ، والذي لعب فيه دور أحد أبطال التكسير الآمن إلى جانب النجم الصاعد إي هيون وو. ثم اتخذ شخصية كوميدية في Twenty 2015 للمخرج لي بيونغ هيون في العام 2015. 
ثم ظهر كيم في حملة إعلانية لـ Calvin Klein Watches + Jewelry ، مما جعله أول عارضة أزياء من شرق آسيا لهذه العلامة التجارية.
في عام 2015 ، مثّل كيم أول دور تلفزيوني رائد له في الميلودراما غرام خارج السيطرة، من تأليف كاتب السيناريو Lee Kyung-hee. تم عرض الدراما لأول مرة في 6 يوليو 2016.
ثم قام ببطولة فيلم الحركة الإجرامي Master إلى جانب لي بيونغ هون و غانغ دونغ وون. تم عرض الفيلم لأول مرة في ديسمبر 2016 وأصبح الفيلم الحادي عشر الأكثر مبيعًا لعام 2016 في كوريا الجنوبية.
في عام 2017 ، مثّل كيم في فيلم الجريمة عبر الإنترنت من قبل تشوي دونغ هون. تم تعليق المشروع منذ ذلك الحين للسماح لكيم بالسعي لعلاج السرطان. 
في 11 مارس 2020 ، أعلنت AM Entertainment أن كيم سيعود إلى الشاشة الكبيرة حيث يلعب دور البطولة في فيلم الخيال العلمي القادم من تشوي Alien.

## الحياة الشخصية
الممثل النموذجي والنجم المشارك في مدرسة 2013 لي جونغ سوك هو أفضل أصدقاء كيم، والذي عرفه منذ أيام عرض الأزياء. 
منذ مايو 2015 إلى الآن لـكيم وو بين علاقة مع عارضة الأزياء شين مين آه ويرغب بالزواج بها قريباً. 
في 24 مايو 2017 ، تم تشخيص إصابة كيم بسرطان البلعوم الأنفي. وقالت وكالة كيم، سيدوس إتش كيو، إن كيم بدأ العلاج من تعاطي المخدرات والإشعاع وسيوقف جميع أنشطته. في 29 ديسمبر / كانون الأول، أعلن كيم، في رسالة، أنه أكمل خطته العلاجية للسرطان.  ومع ذلك، كان لا يزال معفيًا من الخدمة العسكرية. 

## فيلموغرافيا

### المسلسلات التلفزيونية
| السنة | الدراما                        | الدور          | قناة العرض | ملاحظات             |
| ----- | ------------------------------ | -------------- | ---------- | ------------------- |
| 2011  | "White Christmas"              | كانغ مي ريو    | كي بي إس 2 | دراما خاصة          |
| 2011  | "Cupid Factory"                | روي            | كي بي إس 2 | دراما خاصة          |
| 2011  | "Vampire Idol"                 | ووبين          | ام بي ان   |                     |
| 2012  | "A Gentleman's Dignity"        | كم دونغ هيوب   | اس بي اس   |                     |
| 2012  | "إليك أيتها الجميلة"           | جون كم         | اس بي اس   | ظهور خاص، حلقة 9-10 |
| 2012  | "المدرسة 2013"                 | بارك هيونغ سو  | كي بي إس 2 |                     |
| 2013  | "الورثة"                       | تشوي يونغ دو   | اس بي اس   |                     |
| 2016  | مغرم بشكل لا يمكن السيطرة عليه | شين جون يونغ   | كي بي إس 2 |                     |
| 2022  | البلوز خاصتنا                  | بارك جيونغ جون | تي في ان   | [ 39 ]              |

### مسلسلات ويب
| عام  | عنوان         | الدور             | الشبكة  | المراجع |
| ---- | ------------- | ----------------- | ------- | ------- |
| 2014 | خلايا الحب    | صائد خلية الحب    |         | [ 40 ]  |
| 2022 | الفارس الأسود | 5-8 ، ساعي أسطوري | نتفليكس | [ 41 ]  |
| 2025 | مارد الأمنيات | جين               | نتفليكس | [ 42 ]  |

## الأفلام
- Runway Cop (2012) - ظهور خاص
- Friend 2 (2013) - هان سونغ هون
- 2014) Technicians) - اكشن وجريمة
- Twenty (2015) - تشي هو

## عروض متنوعة

### مقدم منتظم
- M! Countdown (Mnet, 2013)

### ظهور كضيف
- Korea's Next Top Model, Cycle 2 Onstyle, 2011
- Lord of the Ring الحلقة 1
- رنينق مان
  - الحلقة 138
  - الحلقة 166
  - الحلقة 188
  - الحلقة 191
  - الحلقة 225
  - الحلقة 240
- Hello Talk Show الحلقة 115
- Hwasin – Controller of the Heart الحلقة 7
- Mnet Wide Starcam
- M! Countdown الحلقتين 329 و330

running man 2014, Ep 188
running man 2014, Ep 189
running man 2014, Ep 191
Running man 2014 Ep 225

## فيديو كليب
- 2EYES - "Don't Mess With Me 2013

## الإعلانات
- Samsung Securities 2010
- K-Food 2012
- Cass Beer 2013
- Buckaroo Jeans 2013
- Binggrae Banana Milk 2013
- Gatsby Hair Wax 2013
- Trugen 2013
- Lotte International Cooking Snacks 2013
- Diadora 2013

## عروض الأزياء
- Lone Costume, 2006 (Debut) *Seoul F/W, 2008
- Seoul F/W, 2009
- Pret a Porter S/S, 2009
- Seoul collection S/S, 2009
- Maxim Fashion Show, 2009
- Seoul collection F/W, 2010
- Seoul collection S/S, 2010
- Pret a Porter F/W, 2011
- Seoul collection F/W, 2011
- Pret a Porter S/S, 2011
- Seoul collection S/S, 2011
- Seoul Fashion Week D.GNAK by Kang D., 2011
- Seoul Fashion Week Vanhart di Albazar, 2012
- Seoul Fashion Week Dominic’s Way, 2012
- Seoul Fashion Week D.GNAK by Kang D., 2012
- Seoul Fashion Week Vanhart di Albazar by Jung Du Young, 2013
- Seoul Fashion Week D.GNAK by Kang D., 2013
- Seoul Fashion Week Dominic’s Way, 2013
- Seoul Fashion Week F/W 2013: Kim Seo Ryong Homme, 2013
- Guess Underwear Launching Show
- Lie Sang Bong
- Porsche
- Louis Quatorze show
- Loewe

## الجوائز
- 2013: مهرجان جوائز موديل اسيا الثامن - جائزة النجم الجديد
- 2013: 2nd APAN Star Awards - Best Rookie Actor "School 2013"

## روابط خارجية
- كيم وو بن على موقع IMDb (الإنجليزية)
- كيم وو بن على موقع ميوزك برينز (الإنجليزية)
- كيم وو بن على موقع قاعدة بيانات الفيلم (الإنجليزية)
- كم وو بن على انستغرام